# 5 cm FlaK 41
5 cm Flak 41とはドイツ国防軍が使用していた口径50mmの対空機関砲である。

## 概要
本砲は3,7cm対空機関砲と8.8cm高射砲の、有効射程のギャップを埋める大口径重機関砲として開発された。しかし発射速度が遅く、重量のある砲に対し手動式では旋回が遅すぎ、また発砲時の振動やマズルフラッシュが激しいのも不評であり、結局1941年から200門のみの少数生産に終わった。不評にもかかわらず使用は続けられ、終戦時にはまだ40門以上が残存していたという。
第二次世界大戦末期には後継として5.5cm Gerät58機関砲が試作されているが、実用化前に終戦を迎え、ソビエト連邦軍により発展型の57mm S-60として完成している。
本砲は固定高射砲陣地で用いられた他、ゾンダーアンハンガー204（Sd.Ah.204）に搭載され牽引移動できるものもあった。またSd Kfz 7に搭載して自走砲化した5cm FlaK42 (SF) auf Zugkraftwagen 8tが試作されている。さらにベンツL4500Aトラック（装甲型もあり）に搭載した自走砲も作られた。
他にもメーベルワーゲンの武装の候補の一つとされていたが、これは採用されなかった。